# Vladimir Grigor'evič Boltjanskij
Vladimir Grigor'evič Boltjanskij (Mosca, 26 aprile 1925 – Guanajuato, 16 aprile 2019) è stato un matematico sovietico, poi russo, autore di popolari testi e articoli di divulgazione matematica.
È molto conosciuto per i suoi libri sulla topologia, sulla geometria combinatoria, e per il terzo problema di Hilbert.

## Biografia
Durante la seconda guerra mondiale Boltyansky prestò servizio nell'esercito sovietico come addetto alle telecomunicazioni nell'unità militare chiamata secondo fronte bielorusso (in russo 2-й Белорусский фронт?). Ottenne la laurea all'Università di Mosca nel 1948, sotto la guida di Lev Semënovič Pontrjagin. Conseguì l'abilitazione post-dottorale nel 1955, e divenne professore nel 1959. È membro corrispondente dell'accademia russa di pedagogia.
Boltyansky ha ricevuto il Premio Lenin nel 1962 (insieme a Revaz Gamkrelidze, Evgenij Miščenko, e Lev Pontryagin) per le applicazioni delle equazioni differenziali al controllo ottimo. Nel 1967 ricevette il premio al-Biruni per la scienza e la tecnologia, conferito della Repubblica sovietica uzbeka per i suoi lavori sugli anelli parzialmente ordinati.  Autore di oltre 200 tra libri e articoli matematici, insegna in Messico, al CIMAT (Centro de Investigación en Matemáticas) di Guanajuato.

## Opere
- con V. A. Efremovich, Anschauliche kombinatorische Topologie, Vieweg 1986
- Optimale Steuerung diskreter Systeme, Leipzig, Geest und Portig 1976
- Mathematische Methoden der optimalen Steuerung, Fachbuchverlag, Leipzig, 198, 2. Auflage Hanser Verlag 1972
- con Gochberg Sätze und Probleme der kombinatorischen Geometrie, Deutscher Verlag der Wissenschaften, Berlin 1972
- con Lev Semënovič Pontrjagin, Revaz Gamkrelidze, Evgenij Miščenko, Mathematische Theorie optimaler Prozesse, Oldenbourg, München,  1967
- con Isaak Jaglom Konvexe Figuren, Berlin, Deutscher Verlag der Wissenschaften, 1956
- con H. Martini, V. Soltan Geometric methods and optimization problems, Kluwer 1999
- Hilberts Third Problem, Washington D.C., Winston, 1978
- Zum Dritten Hilbertschen Problem, in Pavel Alexandrov (Herausgeber) Die Hilbertschen Probleme,Ostwalds Klassiker, Harri Deutsch Verlag, 1998
- Equivalent and equidecomposable figures, Boston, Heath, 1963
  - ediz. italiana: Figure equivalenti ed equidecomponibili, Progresso tecnico editoriale, 1964
- Envelopes, Popular lectures in mathematics, Pergamon Press 1964